# Aladin a král zlodějů
Aladin a král zlodějů (v anglickém originále Aladdin and the King of Thieves) je americký rodinný film z roku 1996. Režisérem filmu je Tad Stibes. Hlavní role ve filmu ztvárnili Scott Weinger, Robin Williams, John Rhys-Davies, Linda Larkin a Gilbert Gottfried.

## Obsazení
| Scott Weinger/Brad Kane   | Aladin          |
| Robin Williams            | Genie, vypravěč |
| John Rhys-Davies          | Cassim          |
| Linda Larkin/Liz Callaway | Jasmína         |
| Gilbert Gottfried         | Iago            |
| Jerry Orbach              | Sa´luk          |
| Frank Welker              | Abu a Rajah     |
| Val Bettin                | Sultan          |